# Austria na Mistrzostwach Świata w Lekkoatletyce 2013
Austria na Mistrzostwach Świata w Lekkoatletyce 2013 – reprezentacja Austrii podczas czempionatu w Moskwie liczyła 2 zawodników.

## Występy reprezentantów Austrii

### Konkurencje biegowe
| Konkurencja             | Zawodnik      | Runda 1  | Runda 1 | Półfinał | Półfinał | Finał    | Finał   |
| Konkurencja             | Zawodnik      | Rezultat | Pozycja | Rezultat | Pozycja  | Rezultat | Pozycja |
| ----------------------- | ------------- | -------- | ------- | -------- | -------- | -------- | ------- |
| Bieg na 1500 m mężczyzn | Andreas Vojta | 3:41,51  | 28.     | NQ       | NQ       | NQ       | NQ      |

### Konkurencje techniczne
| Konkurencja           | Zawodnik      | Eliminacje | Eliminacje | Finał    | Finał   |
| Konkurencja           | Zawodnik      | Rezultat   | Pozycja    | Rezultat | Pozycja |
| --------------------- | ------------- | ---------- | ---------- | -------- | ------- |
| Rzut dyskiem mężczyzn | Gerhard Mayer | 59,85      | 18.        | NQ       | NQ      |